# Colton Dixon

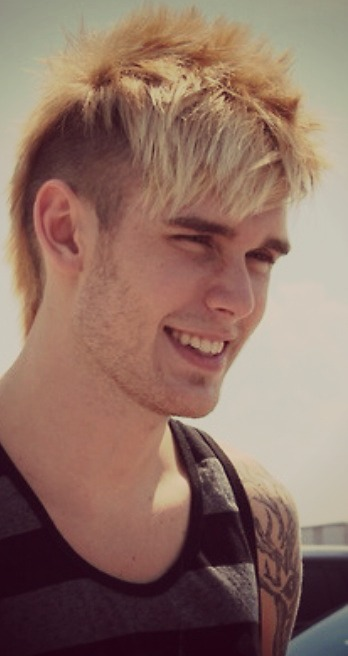
Colton Dixon (2012)

Michael Colton Dixon (* 19. Oktober 1991 in Murfreesboro, Tennessee) ist ein US-amerikanischer christlicher Pop- und Rockmusiker und Songwriter.

## Biografie
Colton Dixon wurde in Murfreesboro, Tennessee, geboren. Während seiner Zeit an der Middle Tennessee Christian School sang er im Chor und gründete mit seiner Schwester und seinem besten Freund die Band Messenger. Er ist verheiratet und lebt in Nashville.
Bekannt wurde Dixon als Finalist der elften Staffel von American Idol im Jahr 2012. Bereits im Vorjahr war er Teilnehmer der Castingshow, wo er gemeinsam mit seiner Schwester auftrat, schaffte es aber nicht unter die besten 24. In der elften Staffel belegte er den siebten Platz.
Nach seinem Ausscheiden bei American Idol unterschrieb Dixon bei Sparrow Records und veröffentlichte seine ersten Singles Never Gone und You Are. Sein Debütalbum A Messenger folgte im Januar 2013. Das Album wurde ein kommerzieller Erfolg, es erreichte Platz 15 der Billboard 200 sowie die Spitze der Billboard Top Christian Albums und stellte einen Rekord als erfolgreichstes Debütalbum eines christlichen Musikers in der ersten Woche auf. Insgesamt wurde es über 100.000 Mal verkauft. Zur zwölften Staffel kehrte Dixon auf die Bühne von American Idol zurück und absolvierte dort einen kurzen Auftritt. Im Juli 2014 wurde ein Musikvideo zu More of You veröffentlicht, der Leadsingle seines zweiten Albums Anchor. Das Album erschien im August 2014 und wurde sein zweiter Nummer-eins-Erfolg in den christlichen Albumcharts. Am 11. September 2015 veröffentlichte Colton Dixon das Album The Calm Before the Storm, das auch aufgeteilt auf die Akustik-EP Calm und die Remix-EP Storm erschien. Anfang 2017 wurde mit dem Lied All That Matters ein weiteres Album angekündigt. Identity wurde im März 2017 veröffentlicht und war sein dritter Nummer-eins-Erfolg in den Top Christian Albums. Im Mai 2020 folgte die EP Colton Dixon, seine erste Veröffentlichung bei Atlantic Records.

## Diskografie

### Studioalben
| Jahr | Titel                     | Höchstplatzierung, Gesamtwochen, AuszeichnungChartplatzierungen (Jahr, Titel, Platzierungen, Wochen, Auszeichnungen, Anmerkungen) | Höchstplatzierung, Gesamtwochen, AuszeichnungChartplatzierungen (Jahr, Titel, Platzierungen, Wochen, Auszeichnungen, Anmerkungen) | Anmerkungen                                                            |
| Jahr | Titel                     | US | Christ | Anmerkungen                                                            |
| ---- | ------------------------- | --- | --- | ---------------------------------------------------------------------- |
| 2013 | A Messenger               | US15 (19 Wo.)US | Christ1 (62 Wo.)Christ | Erstveröffentlichung: 29. Januar 2013 Expanded Edition: 7. Januar 2014 |
| 2014 | Anchor                    | US23 (3 Wo.)US | Christ1 (58 Wo.)Christ | Erstveröffentlichung: 19. August 2014                                  |
| 2015 | The Calm Before the Storm | — | Christ44 (2 Wo.)Christ | Erstveröffentlichung: 11. September 2015                               |
| 2017 | Identity                  | US73 (1 Wo.)US | Christ1 (2 Wo.)Christ | Erstveröffentlichung: 24. März 2017                                    |

### EPs
| Jahr | Titel        | Höchstplatzierung, Gesamtwochen, AuszeichnungChartsChartplatzierungen (Jahr, Titel, Platzierungen, Wochen, Auszeichnungen, Anmerkungen) | Anmerkungen                              |
| Jahr | Titel        | Christ | Anmerkungen                              |
| ---- | ------------ | --- | ---------------------------------------- |
| 2015 | Calm         | Christ25 (1 Wo.)Christ | Erstveröffentlichung: 11. September 2015 |
| 2015 | Storm        | Christ42 (1 Wo.)Christ | Erstveröffentlichung: 11. September 2015 |
| 2020 | Colton Dixon | Christ32 (1 Wo.)Christ | Erstveröffentlichung: 15. Mai 2020       |
| 2023 | Canvas       | — | Erstveröffentlichung: 28. April 2023     |

### Singles
| Jahr | Titel Album                                           | Höchstplatzierung, Gesamtwochen, AuszeichnungChartsChartplatzierungen (Jahr, Titel, Album, Platzierungen, Wochen, Auszeichnungen, Anmerkungen) | Anmerkungen                                               |
| Jahr | Titel Album                                           | Christ | Anmerkungen                                               |
| --- | ----------------------------------------------------- | --- | --------------------------------------------------------- |
| 2012 | Never Gone A Messenger                                | Christ24 (20 Wo.)Christ |                                                           |
| 2012 | You Are A Messenger                                   | Christ10 (34 Wo.)Christ |                                                           |
| 2014 | More of You Anchor                                    | Christ9 (29 Wo.)Christ |                                                           |
| 2014 | Our Time Is Now Anchor                                | Christ45 (1 Wo.)Christ |                                                           |
| 2014 | Dare to Believe Anchor                                | Christ38 (1 Wo.)Christ |                                                           |
| 2015 | Through All of It Anchor                              | Christ11 (28 Wo.)Christ |                                                           |
| 2015 | Limitless Anchor                                      | Christ21 (19 Wo.)Christ |                                                           |
| 2017 | All That Matters Identity                             | Christ17 (21 Wo.)Christ | Erstveröffentlichung: 13. Januar 2017                     |
| 2017 | The Other Side Identity                               | Christ42 (2 Wo.)Christ | Erstveröffentlichung: 17. März 2017                       |
| 2020 | Miracles Colton Dixon                                 | Christ14 Gold · (33 Wo.)Christ | Erstveröffentlichung: 27. März 2020                       |
| 2020 | The Devil Is a Liar Colton Dixon                      | Christ41 (8 Wo.)Christ | Erstveröffentlichung: 27. März 2020                       |
| 2021 | Made to Fly –                                         | Christ34 (20 Wo.)Christ | Erstveröffentlichung: 19. März 2021                       |
| 2022 | Build a Boat Canvas                                   | Christ1 Gold · (52 Wo.)Christ | Erstveröffentlichung: 26. August 2022 Verkäufe: + 500.000 |
| 2023 | My Light Canvas                                       | Christ19 (21 Wo.)Christ | Erstveröffentlichung: 2. Juni 2023                        |
| 2024 | Up + Up –                                             | Christ8 (39 Wo.)Christ | Erstveröffentlichung: 17. Mai 2024                        |
| Folgende Lieder erschienen nicht als Single, wurden aber durch das Album zum Download und Streaming bereitgestellt und konnten somit eine Platzierung erlangen: |                                                       | |                                                           |
| |                                                       | |                                                           |
| 2014 | The Shape of Your Love A Messenger (Expanded Edition) | Christ44 (1 Wo.)Christ |                                                           |

Weitere Singles
- 2013: Love Has Come for Me
- 2013: Jingle Bells
- 2020: Let It Snow